# اللعيبة (فلم)
اللعيبة هو فيلم مصري، إنتاج سنة 1987، من سيناريو وحوار أحمد سمير وإخراج عمر عبد العزيز، وانتاج تاميدو للإنتاج والتوزيع (مدحت الشريف)، قام بأدوار البطولة فيه: يسرا، حسين فهمي، سيد زيان، فؤاد خليل، عبد العظيم عبد الحق، المنتصر بالله.

## القصة
يعمل عزيز (حسين فهمي) مديرًا لشركةٍ استثماريةٍ يمتلكها سعيد وشريكه اللذان يضيقان بالطريقة العلمية التي يدير بها عزيز العمل، فهما يريدان الكسب السريع لذلك يقومان بإقالته من الشركة. يتعرف عزيز على فتاة الليل سوسو (يسرا)، في الوقت ذاته يتم تعيين صابر (سيد زيان) مديرًا ويتسبب في خسارةٍ كبيرةٍ مما يثير غضب الشريكين. يلجأ صابر لعزيز ليقوم بحمايته ويتفقان على الانتقام منهما.